# Arkanoid Returns
Arkanoid Returns es un juego de arcade lanzado por Taito en febrero de 1997 como parte de la serie de Arkanoid. Fue el cuarto en la general, y tercero que se estrenará en salas de juego. El juego fue portado rápidamente a la PlayStation, con una versión actualizada de casa siendo liberado posteriormente titulado  Arkanoid R 2000. Aunque el juego es muy difícil de encontrar fuera de Japón, un comunicado de "todo el mundo" de la versión arcade existe.